# Lasioglossum kappadokium
Lasioglossum kappadokium is een vliesvleugelig insect uit de familie van de Halictidae. De wetenschappelijke naam van de soort is voor het eerst geldig gepubliceerd in 1974 door Ebmer.